# Euphorbia lagunensis
Euphorbia lagunensis là một loài thực vật có hoa trong họ Đại kích. Loài này được Huft mô tả khoa học đầu tiên năm 1984 publ. 1985.